# Лучистая змея
Лучистая змея (лат. Xenopeltis unicolor) — вид змей, обитающий в Юго-Восточной Азии.

## Внешний вид
Средней величины змеи, длина взрослых особей обычно составляет 60—90 см, но встречаются особи более метра. Хвост составляет около 1/10 части тела. Тело цилиндрической формы, голова плоская, приспособленная для рытья. Шейный перехват не выражен. Глаза маленькие, обращены кверху.

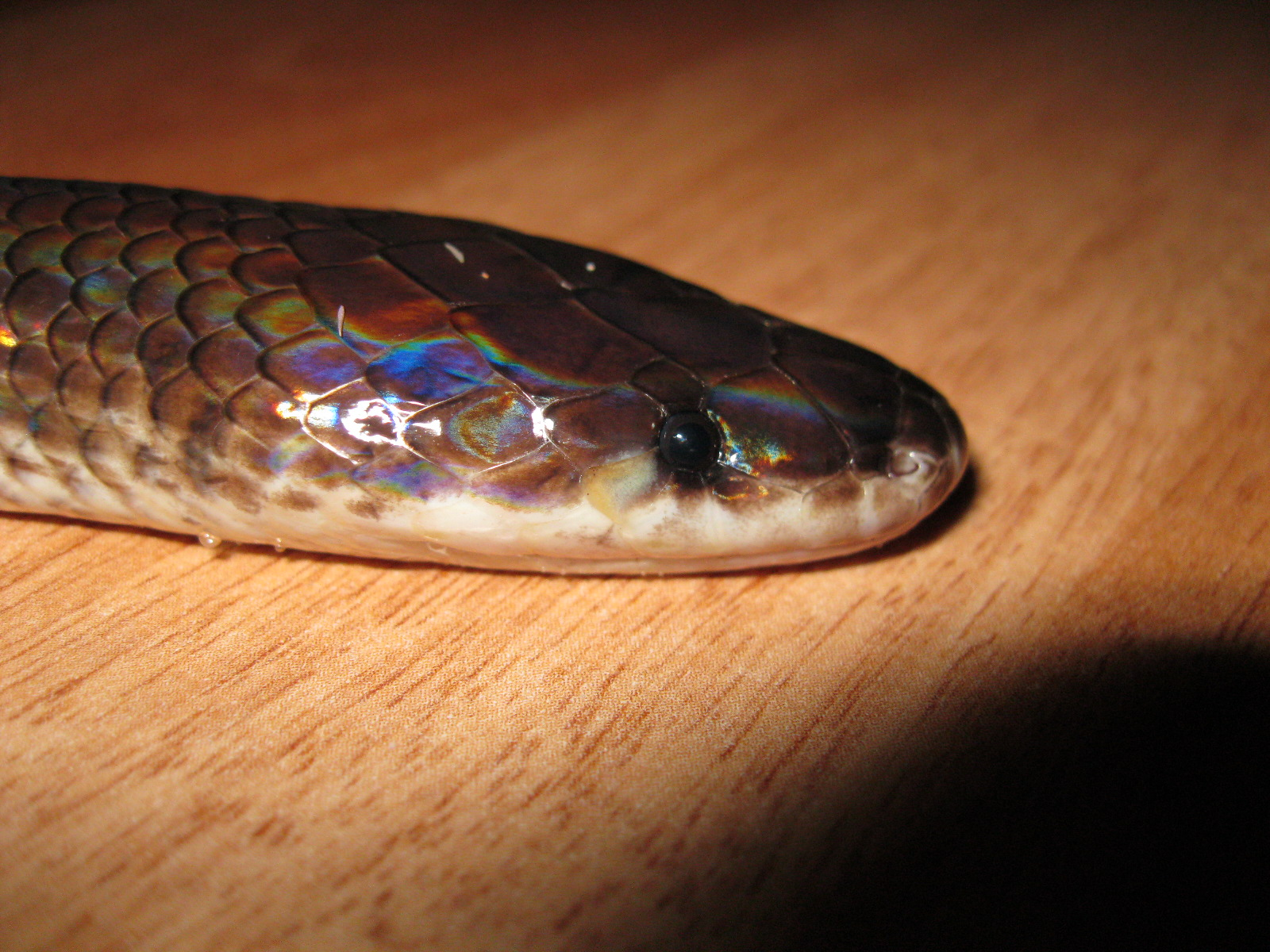
Голова лучистой змеи

Верхняя половина тела лучистой змеи окрашена в темно-коричневый цвет, брюхо кремовое или светло-серое; иногда светлая окраска брюха распространяется на верхнегубные чешуи. Чешуя крупная, гладкая. Молодые особи похожи на взрослых, но имеют белый «воротник» на шее. Ювенильная окраска сохраняется до года.
Отличительной особенностью лучистой змеи, за которую она получила своё название, является радужный отлив, хорошо заметный даже при искусственном освещении.

## Распространение
Обитает на юго-востоке Китая, Мьянме, Вьетнаме, Лаосе, Камбоджи, Таиланде, Западной и Восточной Малайзии, на островах Индонезии, Суматре, Борнео, Яве и на Филиппинах.

## Образ жизни
Роющая змея, хорошо приспособленная к обитанию в слое рыхлой почвы или лесной подстилки. Обитает на возделанных полях, в лесах, садах, на рисовых чеках и в других влажных биотопах с рыхлыми почвами или достаточным слоем листового опада. Ведёт ночной образ жизни, в дневное время скрывается в норах, под камнями и корягами.
При встрече с человеком старается уйти. Схваченная, вырывается и может защищаться выбросом из клоаки зловонной жидкости (не нужно путать эту жидкость с испражнениями), иногда кусается.

## Питание
Может употреблять в пищу достаточно широкий спектр кормовых объектов — амфибий, ящериц, змей, мелких грызунов. Добычу душат кольцами тела. Заглатывание пищи происходит очень быстро — таким образом змея минимизирует своё нахождение над поверхностью почвы, когда она особенно уязвима.

## Размножение
О размножении лучистой змеи известно очень мало. Это яйцекладущие змеи, содержащиеся в неволе самки откладывали до 17 яиц. Период инкубации составляет, по некоторым данным, 7—8 недель. В неволе размножение наблюдается крайне редко. В России успешное размножение этих змей было осуществлено в Тульском экзотариуме.

## Значение для человека
Неядовита. Нередко содержится в террариумах.